# Матчи сборной Ленинграда по футболу (1927)
Сезон 1927 года стал 26-м в истории сборной Ленинграда по футболу.
В нём сборная провела
- 10 официальных матчей
  - 1 соревновательный в рамках Чемпионата РСФСР
  - 9 товарищеских междугородних
- 21 неофициальный
  - в том числе 4 международных

## Классификация матчей
По установившейся в отечественной футбольной истории традиции официальными принимаются
- Все соревновательные матчи[К 4] официальных турниров — чемпионатов СССР, Российской империи и РСФСР — во времена, когда они проводились среди сборных городов (регионов, республик), и сборная Санкт-Петербурга (Ленинграда) была субъектом этих соревнований; к числу таковых относятся также матчи футбольных турниров на Спартакиадах народов СССР 1956 и 1979 года.
- Междугородние товарищеские игры сборной сильнейшего состава без формальных ограничений[К 5] с адекватным по статусу соперником. Матчи с клубами Санкт-Петербурга и других городов, со сборными не сильнейшего состава и т. п. составляют другую категорию матчей.
- Международные матчи с соперниками топ-уровня — в составах которых выступали футболисты, входившие в национальные сборные либо выступавшие в чемпионатах (лигах) высшего соревновательного уровня своих стран — как профессионалы, так и любители[К 6]. Практиковавшиеся (в основном, в 1920—1930-х годах) международные матчи с так называемыми «рабочими» и им подобными по уровню командами, состоявшими, как правило, из неконкурентноспособных игроков-любителей невысокого уровня, заканчивавшиеся обычно их разгромными поражениями, отнесены в отдельную категорию матчей.

## Статистика сезона
| 1927            |                                                              |      |
| Н (1)           | Ленинград — Харьков (II)                                     | 5:3  |
| МГ 38           | Ленинград — Харьков                                          | 2:1  |
| МГ 39           | Ленинград — Одесса                                           | 5:1  |
| МГ 40           | Ленинград — Одесса                                           | 3:2  |
| МГ 41           | Ленинград — Москва                                           | 2:5  |
| Н (2)           | Ленинград — Москва (II)                                      | 1:1  |
| Н (3)           | Ленинград (студенты) — Москва (студенты)                     | 2:3  |
| Н (4)           | Ленинград (III) — РСФСР (студенты)                           | 3:2  |
| МГ 42           | Ленинград — Москва                                           | 2:1  |
| Н (5)           | Ленинград (II) — Москва                                      | 3:1  |
| МГ 43           | Ленинград — Одесса                                           | 4:2  |
| Н (6)           | Ленинград (молодёжная) — «Красный выборжец» Ленинград        | 2:5  |
| Н (7)           | Ленинград (II) — Одесса                                      | 2:2  |
| Н (8)           | Ленинград (ЛГСПС) — Ленинград (металлисты)                   | 4:2  |
| Н (9)           | Ленинград (ЛГСПС) — «Пищевкус» Ленинград                     | 3:2  |
| Н (10)          | Ленинград (ЛГСФК) — Балтфлот Ленинград                       | 8:1  |
| Н (11)          | Ленинград (металлисты) — Стадион им. Ленина Ленинград        | 1:0  |
| С 10            | Ленинград — Смоленск                                         | 0:0  |
| Н (12)          | Ленинград (металлисты) — «Весса» Финляндия (рабочая)         | 4:1  |
| Н (13)          | Ленинград (металлисты) — «Юру» Финляндия (рабочая)           | 6:1  |
| Н (14)          | Ленинград (металлисты) — «Весса» & "Юру" Финляндия (рабочая) | 5:2  |
| Н (15)          | Ленинград (ЛГСПС) — Москва (МГСПС)                           | 5:4  |
| Н (16)          | Ленинград (ЛГСПС) — Москва (МГСПС) (II)                      | 3:2  |
| Н (17)          | Ленинград (ЛГСПС) — Англия (рабочая)                         | 1:0  |
| Н (18)          | Ленинград (ЛГСПС) — ЛВО & Балтфлот Ленинград                 | 10:0 |
| МГ 44           | Ленинград — Харьков                                          | 4:0  |
| Н (19)          | Ленинград (II) — Харьков                                     | 0:1  |
| Н (20)          | Ленинград (ЛГСПС) — Москва (МГСПС)                           | 4:3  |
| МГ 45           | Ленинград — Москва                                           | 1:3  |
| Н (21)          | Ленинград — Сборная «Динамо» РСФСР                           | 1:0  |
| МГ 46           | Ленинград — Москва                                           | 1:3  |
| Итого           |                                                              |      |
| И В Н П М       |                                                              |      |
| 10 6 1 3 24−18  |                                                              |      |
| 21 16 2 3 73−36 |                                                              |      |

## Официальные матчи

### 62. Ленинград — Харьков — 2:1
Междугородний товарищеский матч 38 (отчет)

| Ленинград                         | 2:1 | Харьков                            |
| --------------------------------- | --- | ---------------------------------- |
| - Батырев (2Т)′ - М.Бутусов (2Т)′ |     | - (1:2)′ Шпаковский - (1:2) (пен.) |

| Игрок               | Клуб                |                | Вышел на замену | Гол  |
| ------------------- | ------------------- | -------------- | --------------- | ---- |
| Левицкий, Фёдор     | «Красный путиловец» | Серебряный гол | 2               | (-2) |
|                     |                     |                |                 |      |
| Гостев III, Георгий | Стадион им. Ленина  |                | 14              |      |
| Корнилов, Александр | «Пищевкус»          |                | 4               |      |
|                     |                     |                |                 |      |
| Батырев, Павел      | «Динамо»            | Гол            | 29              | 9    |
| Воног, Владимир     | «Красный путиловец» |                | 11              |      |
| Гуськов, Александр  | «Пищевкус»          |                | 11              |      |
|                     |                     |                |                 |      |
| Григорьев, Пётр     | ЦДФК                |                | 14              | 4    |
| Бутусов, Михаил     | «Пищевкус»          | Гол            | 24              | 21   |
| Артемьев, Александр | «Большевик»         |                | 1               |      |
| Кусков, Владимир    | Стадион им. Ленина  |                | 6               | 2    |
| Богданов, Александр | «Динамо»            |                | 8               |      |

| Харьков      |     |
| ------------ | --- |
| Норов        |     |
|              |     |
| Кладько      |     |
| К.Фомин      |     |
|              |     |
| Дюженко      |     |
| В.Фомин      |     |
| Привалов     |     |
|              |     |
| Владимирский |     |
| Шпаковский   | Гол |
| Мищенко      |     |
| Алферов      |     |
| Губарев      |     |

### 63. Ленинград — Одесса — 5:1
Междугородний товарищеский матч 39 (отчет)

| Ленинград                                                  | 5:1 | Одесса            |
| ---------------------------------------------------------- | --- | ----------------- |
| - К.Егоров 25′ - М.Бутусов ~40′ - А.Артемьев 80′ ~85′ ~88′ |     | - (2:1)′ А.Штрауб |

| Игрок               | Клуб                |                   | Вышел на замену | Гол  |
| ------------------- | ------------------- | ----------------- | --------------- | ---- |
| Левицкий, Фёдор     | «Красный путиловец» | Серебряный гол    | 3               | (-3) |
|                     |                     |                   |                 |      |
| Гостев III, Георгий | Стадион им. Ленина  |                   | 15              |      |
| Корнилов, Александр | «Пищевкус»          |                   | 5               |      |
|                     |                     |                   |                 |      |
| Воног, Владимир     | «Красный путиловец» |                   | 12              |      |
| Батырев, Павел      | «Динамо»            |                   | 30              | 9    |
| Гуськов, Александр  | «Пищевкус»          | ~35'              | 12              |      |
|                     |                     |                   |                 |      |
| Григорьев, Пётр     | ЦДФК                |                   | 15              | 4    |
| Бутусов, Михаил     | «Пищевкус»          | Гол · Травмирован | 25              | 22   |
| Антипов, Пётр       | «Пищевкус»          | 20'               | 19              | 9    |
| Кусков, Владимир    | Стадион им. Ленина  |                   | 7               | 2    |
| Егоров, Константин  | «Пищевкус»          | ~30'              | 13              | 1    |
| Замена              |                     |                   |                 |      |
| Столяров, Алексей   | «Динамо»            | ~35'              | 1               |      |
| Артемьев, Александр | «Большевик»         | 20'               | 2               | 3    |
| Богданов, Александр | «Динамо»            | ~30'              | 9               |      |

| Одесса   |     |
| -------- | --- |
| Москвин  |     |
|          |     |
| Котов    |     |
| Чистов   |     |
|          |     |
| ?        |     |
| ?        |     |
| ?        |     |
|          |     |
| ?        |     |
| А.Штрауб | Гол |
| ?        |     |
| ?        |     |
| ?        |     |

### 64. Ленинград — Одесса — 3:2
Междугородний товарищеский матч 40 (отчет)

| Ленинград                                | 3:2 | Одесса                               |
| ---------------------------------------- | --- | ------------------------------------ |
| - П.Григорьев 30′ ~40′ - А.Артемьев ~33′ |     | - ~35′ (авт.) Савинцев - ~45′ Штрауб |

| Игрок               | Клуб                |                                 | Вышел на замену | Гол   |
| ------------------- | ------------------- | ------------------------------- | --------------- | ----- |
| Савинцев, Николай   | «Большевик»         | Серебряный гол · Серебряный гол | 5               | (-10) |
|                     |                     |                                 |                 |       |
| Гостев III, Георгий | Стадион им. Ленина  |                                 | 16              |       |
| Корнилов, Александр | «Пищевкус»          |                                 | 6               |       |
|                     |                     |                                 |                 |       |
| Воног, Владимир     | «Красный путиловец» |                                 | 13              |       |
| Батырев, Павел      | «Динамо»            |                                 | 31              | 9     |
| Столяров, Алексей   | «Динамо»            |                                 | 2               |       |
|                     |                     |                                 |                 |       |
| Левицкий, Фёдор     | «Красный путиловец» |                                 | 4               |       |
| Григорьев, Пётр     | ЦДФК                | Гол · Гол                       | 16              | 6     |
| Артемьев, Александр | «Большевик»         | 46'                             | 3               | 4     |
| Кусков, Владимир    | Стадион им. Ленина  |                                 | 8               | 2     |
| Богданов, Александр | «Динамо»            |                                 | 10              |       |
| Замена              |                     |                                 |                 |       |
| Бутусов, Михаил     | «Пищевкус»          | 46'                             | 26              | 22    |

| Одесса   |     |
| -------- | --- |
| ?        |     |
|          |     |
| ?        |     |
| ?        |     |
|          |     |
| ?        |     |
| ?        |     |
| ?        |     |
|          |     |
| ?        |     |
| А.Штрауб | Гол |
| ?        |     |
| ?        |     |
| ?        |     |

### 65. Ленинград — Москва — 2:5
Междугородний товарищеский матч 41 (отчет)

| Ленинград                    | 2:5 | Москва                                                 |
| ---------------------------- | --- | ------------------------------------------------------ |
| - М.Бутусов 40′ - Кусков 75′ |     | - 20′ Селин - 55′ 73′ 89′ С.Иванов - 77′ П.Савостьянов |

| Игрок               | Клуб               |                                                                                    | Вышел на замену | Гол  |
| ------------------- | ------------------ | ---------------------------------------------------------------------------------- | --------------- | ---- |
| Соколов, Николай    | «Динамо»           | Серебряный гол · Серебряный гол · Серебряный гол · Серебряный гол · Серебряный гол | 5               | (-7) |
|                     |                    |                                                                                    |                 |      |
| Гостев III, Георгий | Стадион им. Ленина |                                                                                    | 17              |      |
| Ежов, Пётр          | «Пищевкус»         |                                                                                    | 22              |      |
|                     |                    |                                                                                    |                 |      |
| Филиппов III, Пётр  | Стадион им. Ленина |                                                                                    | 23              | 2    |
| Батырев, Павел      | «Динамо»           |                                                                                    | 32              | 9    |
| Гуськов, Александр  | «Пищевкус»         |                                                                                    | 13              |      |
|                     |                    |                                                                                    |                 |      |
| Григорьев, Пётр     | ЦДФК               |                                                                                    | 17              | 6    |
| Бутусов, Михаил     | «Пищевкус»         | Гол                                                                                | 27              | 23   |
| Миронычев, Пётр     | «Динамо»           |                                                                                    | 1               |      |
| Кусков, Владимир    | Стадион им. Ленина | Гол                                                                                | 9               | 3    |
| Богданов, Александр | «Динамо»           |                                                                                    | 11              |      |

| Москва        |                 |
| ------------- | --------------- |
| Чулков        |                 |
|               |                 |
| Рущинский     |                 |
| Пчеликов      |                 |
|               |                 |
| Пахомов       |                 |
| Селин         | Гол             |
| Никишин       |                 |
|               |                 |
| Б.Дубинин     |                 |
| П.Савостьянов | Гол             |
| Б.Ковалёв     |                 |
| С.Иванов      | Гол · Гол · Гол |
| Холин         |                 |

### 66. Ленинград — Москва — 2:1
Междугородний товарищеский матч 42 (отчет)

| Ленинград        | 2:1 | Москва                                      |
| ---------------- | --- | ------------------------------------------- |
| - Кусков 41′ 82′ |     | - 20′ Вал.Прокофьев - ~50' (пен.) Б.Ковалев |

| Игрок               | Клуб                 |                | Вышел на замену | Гол   |
| ------------------- | -------------------- | -------------- | --------------- | ----- |
| Савинцев, Николай   | «Большевик»          | Серебряный гол | 6               | (-11) |
|                     |                      |                |                 |       |
| Гостев III, Георгий | Стадион им. Ленина   |                | 18              |       |
| Корнилов, Александр | «Пищевкус»           |                | 7               |       |
|                     |                      |                |                 |       |
| Филиппов III, Пётр  | Стадион им. Ленина   |                | 24              | 2     |
| Воног, Владимир     | «Красный путиловец»  |                | 14              |       |
| Гуськов, Александр  | «Пищевкус»           |                | 14              |       |
|                     |                      |                |                 |       |
| Григорьев, Пётр     | ЦДФК                 |                | 18              | 6     |
| Иванов, Георгий     | «Пролетарский завод» |                | 12              | 2     |
| Кононов, Михаил     | «Пищевкус»           |                | 1               |       |
| Кусков, Владимир    | Стадион им. Ленина   | Гол · Гол      | 10              | 5     |
| Казаринов, Павел    | «Красный путиловец»  |                | 5               |       |

| В.Матвеев     |                 |
|               |                 |
| Рущинский     |                 |
| Ал. Старостин |                 |
|               |                 |
| Пахомов       |                 |
| Леута         |                 |
| Никишин       |                 |
|               |                 |
| Прокофьев     | Гол · Заменён   |
| П.Савостьянов |                 |
| Б.Ковалёв     |                 |
| С.Егоров      |                 |
| Жибоедов      |                 |
| Замена        |                 |
| Б.Дубинин     | Вышел на замену |

|  |

### 67. Ленинград — Одесса — 4:2
Междугородний товарищеский матч 43 (отчет)

| Ленинград                                                                  | 4:2 | Одесса                                  |
| -------------------------------------------------------------------------- | --- | --------------------------------------- |
| - П.Филиппов ~50' (пен.) - Казаринов 72′ - Емельянов 80′ 87′ - Барулин 82′ |     | - 33′ Злочевский - ~55′ Г.Архангельский |

| Игрок                 | Клуб                |                                 | Вышел на замену | Гол   |
| --------------------- | ------------------- | ------------------------------- | --------------- | ----- |
| Савинцев, Николай     | «Большевик»         | Серебряный гол · Серебряный гол | 7               | (-13) |
|                       |                     |                                 |                 |       |
| Гостев III, Георгий   | Стадион им. Ленина  |                                 | 19              |       |
| Корнилов, Александр   | «Пищевкус»          |                                 | 8               |       |
|                       |                     |                                 |                 |       |
| Филиппов III, Пётр    | Стадион им. Ленина  |                                 | 25              | 2     |
| Феоктистов, Александр | «Динамо»            |                                 | 1               |       |
| Воног, Владимир       | «Красный путиловец» |                                 | 15              |       |
|                       |                     |                                 |                 |       |
| Григорьев, Пётр       | ЦДФК                |                                 | 19              | 6     |
| Барулин, Николай      | ЦДФК                | Гол                             | 1               | 1     |
| Емельянов, Н.         | «Большевик»         | Гол · Гол                       | 1               | 2     |
| Кусков, Владимир      | Стадион им. Ленина  |                                 | 11              | 5     |
| Казаринов, Павел      | «Красный путиловец» | Гол                             | 6               | 1     |

| Одесса          |     |
| --------------- | --- |
| Москвин         |     |
|                 |     |
| Котов           |     |
| Чистов          |     |
|                 |     |
| Кравченко       |     |
| Капустин        |     |
| Афанасьев       |     |
|                 |     |
| Малхасов        |     |
| Коваль          |     |
| Г.Архангельский | Гол |
| Злочевский      | Гол |
| Михлин          |     |

|  |

### 68. Ленинград — Смоленск — 0:0
Соревновательный матч 10 — Чемпионат РСФСР, 1/8 финала (отчет)

| Ленинград | 0:0 | Смоленск |
| --------- | --- | -------- |
|           |     |          |

| Игрок               | Клуб               |  | Вышел на замену | Гол   |
| ------------------- | ------------------ |  | --------------- | ----- |
| Савинцев, Николай   | «Большевик»        |  | 8               | (-13) |
|                     |                    |  |                 |       |
| Гостев III, Георгий | Стадион им. Ленина |  | 20              |       |
| Трутнев, Николай    | «Динамо»           |  | 1               |       |
|                     |                    |  |                 |       |
| Тихомиров, Е.       | ЦДФК               |  | 1               |       |
| Столяров, Иван      | ЦДФК               |  | 1               |       |
| Систонен, Василий   | Стадион им. Ленина |  | 1               |       |
|                     |                    |  |                 |       |
| Григорьев, Пётр     | ЦДФК               |  | 20              | 6     |
| Барулин, Николай    | ЦДФК               |  | 2               | 1     |
| Кусков, Владимир    | Стадион им. Ленина |  | 12              | 5     |
| Шелагин, Борис      | ЦДФК               |  | 1               |       |
| Тищинский, В.       | «Пищевкус»         |  | 1               |       |

| Смоленск |  |
| -------- |  |
| ?        |  |
|          |  |
| ?        |  |
| ?        |  |
|          |  |
| ?        |  |
| ?        |  |
| ?        |  |
|          |  |
| ?        |  |
| ?        |  |
| ?        |  |
| ?        |  |
| ?        |  |

### 69. Ленинград — Харьков — 4:0
Междугородний товарищеский матч 44 (отчет)

| Ленинград                                          | 4:0 | Харьков |
| -------------------------------------------------- | --- | ------- |
| - М.Бутусов 3′ (1Т)′ - Кусков (2Т)′ - Г.Иванов 90′ |     |         |

| Игрок               | Клуб                 |           | Вышел на замену | Гол  |
| ------------------- | -------------------- | --------- | --------------- | ---- |
| Соколов, Николай    | «Динамо»             |           | 6               | (-7) |
|                     |                      |           |                 |      |
| Гостев III, Георгий | Стадион им. Ленина   |           | 21              |      |
| Корнилов, Александр | «Пищевкус»           |           | 9               |      |
|                     |                      |           |                 |      |
| Филиппов III, Пётр  | Стадион им. Ленина   |           | 26              | 2    |
| Батырев, Павел      | «Динамо»             |           | 33              | 9    |
| Воног, Владимир     | «Красный путиловец»  |           | 16              |      |
|                     |                      |           |                 |      |
| Григорьев, Пётр     | ЦДФК                 |           | 21              | 6    |
| Бутусов, Михаил     | «Пищевкус»           | Гол · Гол | 28              | 25   |
| Иванов, Георгий     | «Пролетарский завод» | Гол       | 13              | 3    |
| Кусков, Владимир    | Стадион им. Ленина   | Гол       | 13              | 6    |
| Богданов, Александр | «Динамо»             |           | 12              |      |

| Харьков    |  |
| ---------- |  |
| Кравченко  |  |
|            |  |
| Кладько    |  |
| К.Фомин    |  |
|            |  |
| Семёнов    |  |
| В.Фомин    |  |
| Привалов   |  |
|            |  |
| ?          |  |
| Натаров    |  |
| Шпаковский |  |
| Алферов    |  |
| Андреев    |  |

|  |  |

### 70. Ленинград — Москва — 1:3
Междугородний товарищеский матч 45 (отчет)

| Ленинград                                   | 1:3 | Москва                                                   |
| ------------------------------------------- | --- | -------------------------------------------------------- |
| - М.Бутусов 27' (пен.) - Батырев 70′ (пен.) |     | - 28′ Канунников - ~60′ (авт.) Гуськов - 82′ Н.Старостин |

| Игрок               | Клуб                |                                                  | Вышел на замену | Гол   |
| ------------------- | ------------------- | ------------------------------------------------ | --------------- | ----- |
| Савинцев, Николай   | «Большевик»         | Серебряный гол · Серебряный гол · Серебряный гол | 9               | (-16) |
|                     |                     |                                                  |                 |       |
| Гостев III, Георгий | Стадион им. Ленина  |                                                  | 22              |       |
| Ежов, Пётр          | «Пищевкус»          |                                                  | 23              |       |
|                     |                     |                                                  |                 |       |
| Воног, Владимир     | «Красный путиловец» |                                                  | 17              |       |
| Батырев, Павел      | «Динамо»            | Гол                                              | 34              | 10    |
| Гуськов, Александр  | «Пищевкус»          |                                                  | 15              |       |
|                     |                     |                                                  |                 |       |
| Григорьев, Пётр     | ЛГСПС               |                                                  | 22              | 6     |
| Бутусов, Михаил     | «Пищевкус»          |                                                  | 29              | 25    |
| Емельянов, Н.       | «Большевик»         |                                                  | 2               | 2     |
| Барулин, Николай    | ЛГСПС               |                                                  | 3               | 1     |
| Казаринов, Павел    | «Красный путиловец» |                                                  | 7               | 1     |

| Москва         |     |
| -------------- | --- |
| Леонов         |     |
|                |     |
| Рущинский      |     |
| Пчеликов       |     |
|                |     |
| С.Егоров       |     |
| Селин          | 72' |
| Никишин        |     |
|                |     |
| Н.Старостин    | Гол |
| П.Артемьев     |     |
| Исаков         |     |
| Канунников     | Гол |
| Вал. Прокофьев |     |

|  |  |  |

### 71. Ленинград — Москва — 1:3
Междугородний товарищеский матч 46 (отчет)

| Ленинград                         | 1:3 | Москва                                         |
| --------------------------------- | --- | ---------------------------------------------- |
| - Кусков 38′ - Батырев 77' (пен.) |     | - 15′ Н.Старостин - 65′ Канунников - 80′ Селин |

| Игрок               | Клуб               |                                                  | Вышел на замену | Гол   |
| ------------------- | ------------------ | ------------------------------------------------ | --------------- | ----- |
| Савинцев, Николай   | «Большевик»        | Серебряный гол · Серебряный гол · Серебряный гол | 10              | (-19) |
|                     |                    |                                                  |                 |       |
| Корнилов, Александр | «Пищевкус»         |                                                  | 10              |       |
| Ежов, Пётр          | «Пищевкус»         |                                                  | 24              |       |
|                     |                    |                                                  |                 |       |
| Васильев, Александр | «Динамо»           |                                                  | 1               |       |
| Батырев, Павел      | «Динамо»           |                                                  | 35              | 10    |
| Гуськов, Александр  | «Пищевкус»         |                                                  | 15              |       |
|                     |                    |                                                  |                 |       |
| Григорьев, Пётр     | ЛГСПС              |                                                  | 23              | 6     |
| Барулин, Николай    | ЛГСПС              |                                                  | 4               | 1     |
| Емельянов, Н.       | «Большевик»        |                                                  | 3               | 2     |
| Кусков, Владимир    | Стадион им. Ленина | Гол                                              | 14              | 7     |
| Богданов, Александр | «Динамо»           |                                                  | 13              |       |

| Москва         |     |
| -------------- | --- |
| Леонов         |     |
|                |     |
| Рущинский      |     |
| Пчеликов       |     |
|                |     |
| С.Егоров       |     |
| Селин          | Гол |
| Никишин        |     |
|                |     |
| Н.Старостин    | Гол |
| П.Артемьев     |     |
| М.Сушков       |     |
| Канунников     | Гол |
| Вал. Прокофьев |     |

|  |  |

## Неофициальные матчи
1. Междугородний матч
| 1 июн Неоф (1) | Ленинград | 5:3 | Харьков (II) | «Спартак», Харьков |
| Ленинград: Савинцев - Г.Гостев, А.Корнилов - Воног, Батырев, Гуськов - П.Григорьев, М.Бутусов, А.Артемьев, Кусков, К.Егоров Харьков: Бончковский - Бражников, Моргунов - Ситцевой, Н.Фомин, Семёнов - Костиков, Резников, Зубенко, Бем, Казаков |           |     |              |                    |

2. Междугородний матч
| 20 июн Неоф (2) | Ленинград | 1:1 | Москва (II) | Стадион им.Томского, Москва |
| Ленинград: Савинцев - А.Корнилов, Ежов - П.Филиппов, Батырев, Воног - П.Григорьев, М.Бутусов, Мурашев, Кусков, А.Богданов Москва: В.Матвеев - Гаврютиков, Тетерин - Бубенцов, Симаков, Майоров - Сорокин, В.Блинков, Цыпленков, К.Тюльпанов, Жибоедов |           |     |             |                             |

3. Междугородний матч
| 22 июн Неоф (3) | Ленинград («студенческая») | 2:3 | Москва («студенческая») | Стадион им.Ленина, Ленинград |
| («студенческая»): Н.Соколов - А.Корнилов, Малышев - Александров, Феоктистов, А.Столяров - Д.Родионов, Барулин, Емельянов, Нестеров, Варфоломеев («студенческая»): Подчипаев - Пчеликов, Андреев - Неврев, Селин, Куликов - Б.Дубинин, Петров, Беляков, Б.Дементьев, Шуммель |                            |     |                         |                              |

4. Междугородний матч
| 23 июн Неоф (4) | Ленинград (III)                        | 3:2 | РСФСР («студенческая») | Стадион им.Ленина, Ленинград |
| | - П.Казаринов - Е.Морозов - М.Васильев |     |                        |                              |
| Ленинград: ... - А.Корнилов, ... - ..., ..., ... - Д.Родионов, ..., М.Васильев, Е.Морозов, П.Казаринов («студенческая»): Н.Соколов - Пчеликов, Андреев - Феоктистов, Селин, А.Столяров - П.Григорьев, Барулин, Емельянов, Б.Дементьев, Варфоломеев |                                        |     |                        |                              |

5. Междугородний матч
| 3 июл Неоф (5) | Ленинград (II)                                 | 3:1 | Москва         | Стадион им.Ленина, Ленинград |
| | - Н.Емельянов 5′ - Барулин 6′ - Б.Шелагин ~50′ |     | - 26′ Жибоедов | Судья: В.Рябоконь (Москва)   |
| Ленинград: ... А.Васильев 80', Н.Емельянов, Барулин, Б.Шелагин, Сайкин · Москва: В.Матвеев - Леута, Ал.Старостин - Пахомов, Никишин, Бартняев - Б.Дубинин, П.Савостьянов, Б.Ковалев, С.Егоров 80', Жибоедов |                                                |     |                |                              |

6. Тренировочный матч
| ~8 июл Неоф (6) | Ленинград («молодёжная») | 2:5 | «Красный выборжец» | Стадион им.Ленина, Ленинград |

7. Междугородний матч
| 10 июл Неоф (7) | Ленинград (II)                                    | 2:2 | Одесса                                | Стадион им.Ленина, Ленинград |
| | - Котов 50′ (авт.) - ? 55' (пен.) - М.Кононов 60′ |     | - 35′ Жибоедов - ~85′ (авт.) Левицкий | Судья: Черли (Одесса)        |
| Ленинград: Левицкий - Д.Штукин, Трутнев - Петров, И.Столяров, Гуськов - Д.Родионов, Г.Иванов, М.Кононов, Б.Шелагин, П.Казаринов Одесса: ... Котов, Малхасов, Злочевский ... |                                                   |     |                                       |                              |

8. Тренировочный матч
| 13 июл Неоф (8) | Ленинград (ЛГСПС) | 4:2 | Ленинград («металлисты») | Стадион ЛГСПС, Ленинград |
| | - Петров 12′      |     |                          |                          |
| Ленинград: Левицкий - А.Корнилов, Оводков - Петров, М.Кононов, Гуськов - Румянцев, В.Комаров, Г.Иванов, Антипов, К.Егоров Ленинград: Савинцев - Д.Штукин, Алыхов - Попов, Воног, Малышев - Ф.Семёнов, Мурашев, Емельянов, Е.Морозов, П.Казаринов |                   |     |                          |                          |

9. Матч «чемпион — сборная» весеннего Чемпионата ЛГСПС
| 17 июл Неоф (9) | Ленинград (ЛГСПС)                                 | 3:2 | «Пищевкус»                | Стадион ЛГСПС, Ленинград |
|                 | - Ремизов 20′ (пен.) - Мурашев 30′ - Г.Иванов 87′ |     | - 30′ 50′ (пен.) Москалев |                          |

10. Праздник «Красной газеты» и ЛГСФК
| 17 июл Неоф (10) | Ленинград (ЛГСФК) | 8:1 | Балтфлот | Стадион им.Ленина, Ленинград |

11. Тренировочный матч
| 28 июл Неоф (11) | Ленинград («металлисты») | 1:0 | Стадион им.Ленина | Стадион им.Ленина, Ленинград |
| Ленинград: Савинцев - Д.Штукин, Алыхов - Попов, Воног, И.Хухтинен - Ф.Семенов, Мурашев, Емельянов, Е.Морозов, П.Казаринов Стадион им.Ленина: Полежаев - Г.Гостев, В.Исаков - П.Филиппов, Карнеев, В.Систонен - Никонов, Тарабакин, Варфоломеев, Кусков, Усов |                          |     |                   |                              |

12. — 14. Турне сборной металлистов в Хельсинки
12. Международный матч
| 6 авг Неоф (12) | Ленинград («металлисты») | 4:1 | «Весса» Хельсинки («рабочая») | «Эляйнтарха», Хельсинки          |
| | - П.Казаринов            |     |                               | Зрителей: ~1000 Судья: В.Бутусов |
| («металлисты»): Левицкий - И.Хухтинен, Д.Штукин - Г.Попов, Воног, Г.Малышев - Ф.Семенов, Мурашев, Емельянов, Е.Морозов, П.Казаринов |                          |     |                               |                                  |

13. Международный матч
| 7 авг Неоф (13) | Ленинград («металлисты») | 6:1 | «Юру» Хельсинки («рабочая») | «Эляйнтарха», Хельсинки      |
| |                          |     |                             | Зрителей: ~1000 Судья: Семез |
| («металлисты»): Левицкий - И.Хухтинен, Д.Штукин - Г.Попов, Воног, Г.Малышев - Ф.Семенов, Мурашев, Емельянов, Е.Морозов, П.Казаринов |                          |     |                             |                              |

14. Международный матч
| 8 авг Неоф (14) | Ленинград («металлисты») | 5:2 | «Весса» & «Юру» Хельсинки («рабочая»)          | «Тёёлё», Хельсинки               |
| | - Емельянов              |     | - ~60' (пен.) 66' (пен.) 67' (пен.) 87' (пен.) | Зрителей: ~2000 Судья: В.Бутусов |
| («металлисты»): Левицкий - И.Хухтинен, Д.Штукин - Г.Попов, Воног, Г.Малышев - Ф.Семенов, Мурашев, Емельянов, Е.Морозов, П.Казаринов |                          |     |                                                |                                  |

15. Междугородний матч
| 14 авг Неоф (15) | Ленинград (ЛГСПС)                                                   | 5:4 | Москва (МГСПС)                                                     | Стадион МГСПС, Москва |
| | - М.Бутусов ~2′ (5:4)′ - Г.Иванов (2:1)′ (3:2)′ - Н.Румянцев (4:4)′ |     | - ~5′ (авт.) Будиков - (2:2)′ М.Сушков - (3:3)′ (3:4)′ Н.Старостин |                       |
| (ЛГСПС): Савинцев - А.Корнилов, Ежов - Гуськов, Будиков, Г.Малышев - Н.Румянцев, М.Бутусов, Г.Иванов, Антипов, Сапожников (МГСПС): И.Филиппов - Рущинский, В.Лапшин - В.Дубинин, Леута, Л.Сандлори - Н.Старостин, С.Егоров, М.Сушков, В.Соколов, Холин |                                                                     |     |                                                                    |                       |

16. Междугородний матч
| 15 авг Неоф (16) | Ленинград (ЛГСПС)                                     | 3:2 | Москва (МГСПС) (II)             | Стадион МГСПС, Москва |
| | - Г.Иванов ~10′ - Н.Румянцев (2:2)′ - Зябликов (3:2)′ |     | - 5′ Мельников - (1:2)′ Л.Ильин |                       |
| (ЛГСПС): Савинцев - А.Корнилов, Ежов - Гуськов, Петров, Г.Малышев - Н.Румянцев (~80' К.Егоров), М.Бутусов, Г.Иванов, Антипов, Зябликов (МГСПС) (II): А.Малышев - Ал.Старостин, Тетерин - Беляков, В.Макаров, Бубенцов - Т.Григорьев, М.Сушков, Мельников, Л.Ильин, Н.Соколов |                                                       |     |                                 |                       |

17. Международный матч
| 4 сен Неоф (17) | Ленинград (ЛГСПС) | 1:0 | Англия («рабочая») | Стадион им.Ленина, Ленинград      |
| | - Н.Румянцев 72′  |     |                    | Зрителей: 15 000 Судья: Г.Фепонов |
| (ЛГСПС): Савинцев - А.Корнилов, Ежов - Гуськов, М.Кононов, Г.Малышев - Н.Румянцев, А.Артемьев, Г.Иванов, Антипов, Зябликов |                   |     |                    |                                   |

18. Товарищеский матч
| 13 сен Неоф (18) | Ленинград | 10:0 | ЛВО & Балтфлот | Стадион им.Ленина, Ленинград |

19. Междугородний матч
| 18 сен Неоф (19)                         | Ленинград (II) | 0:1 | Харьков | Стадион им.Ленина, Ленинград |
|                                          |                |     |         | Судья: Л.Иоселевич (Харьков) |
| Ленинград: Савинцев - ... А.Васильев ... |                |     |         |                              |

20. Междугородний матч
| 24 сен Неоф (20) | Ленинград (ЛГСПС)                                                | 4:3 | Москва (МГСПС)                               | Стадион ЛГСПС, Ленинград                      |
| | - Н.Румянцев 5′ - М.Бутусов (3:2)′ (пен.) - Емельянов (2:1)′ 75′ |     | - (1:1)′ (2:2)′ П.Артемьев - 50′ Н.Старостин | Зрителей: 8000 Судья: Е.Михельсон (Ленинград) |
| (ЛГСПС): Савинцев - А.Корнилов, Ежов - ?, Воног, ? - Н.Румянцев, Г.Иванов, Емельянов, М.Бутусов, П.Казаринов (МГСПС): Леонов - Рущинский, В.Лапшин - С.Егоров, Селин, Леута - Н.Старостин, П.Артемьев, Исаков, Канунников, Вал.Прокофьев |                                                                  |     |                                              |                                               |

21. Контрольный матч сборной «Динамо» при подготовке к заграничной поездке
| 23 окт Неоф (21) | Ленинград                | 1:0 (от) | «Динамо» | Стадион им.Ленина, Ленинград |
| | - М.Бутусов (ОТ)′ (пен.) |          |          |                              |
| Ленинград: Савинцев - ... М.Бутусов ... · «Динамо»: Чулков - Селин, М.Соколов (ОТ) - А.Васильев, Батырев, Феоктистов - Д.Родионов, С.Иванов, К.Блинков, С.Родионов, А.Богданов |                          |          |          |                              |

|  |  |  |  |

## Комментарии
1. ↑  К.Есенин указывал для сборной Москвы только междугородние и международные матчи[1]
2. ↑  В реестре матчей сборной Санкт-Петербурга (Петрограда, Ленинграда), опубликованном группой ленинградских историков и статистиков под редакцией Н.Киселёва[2] учтены только междугородние матчи со сборными городов и республик
3. ↑  Г.Калянов предложил разделение матчей на официальные и товарищеские (для сборной Москвы)[3]
4. ↑  в том числе недоигранные и аннулированные, а также сыгранные с неформатными сборными и клубами — все матчи, объявленные как матчи официальных турниров
5. ↑  Матчи второй, третьей и т. д. (дублёров), а также ведомственных (например, сборной профсоюзов) сборных считаются неформатными. Тем не менее, междугородние матчи и «русской», и «английской» сборных Санкт-Петербурга и Москвы начала века, согласно установившейся традиции, учитываются историками[4][5][1] в их реестрах
6. ↑  Тем не менее, несколько международных матчей 1910-х годов с командами, формально не соответствующими строго данному критерию, но в игровом плане нередко подавляюще превосходившими сборные Санкт-Петербурга и Москвы, учтены[6][7] в их реестрах
7. ↑  Н.Киселёв указывает соперниками ленинградцев II сборную Одессы, что в отчётах аутентичных источников не упоминается (в отличие от предыдущих матчей турне с Харьковым) — как и в прошлом сезоне, одесситы оба матча играли первой сборной (статья о южном турне в «Красной газете» прямо сообщает об этом). Полный состав сборной Одессы пока в источниках не найден, но известно, что в матче участвовали четыре сильнейших игрока — Москвин, Котов, Чистов, А.Штрауб.
8. ↑  Источники указывают, что "... одесситы затолкали вратаря вместе с мячом [в руках] в ворота" — видимо, это было в рамках правил в те времена. Поскольку, по всей вероятности, никто из одесских игроков мяча при этом не касался, такой гол, очевидно, нужно учитывать как автогол Н.Савинцева.
9. ↑  Вратарь Ф.Левицкий выступал в данном матче как полевой игрок ввиду нехватки игроков из-за травм.
10. ↑  «Красная газета» указала автором гола М.Кононова, как "... подставившего голову после дальнего удара Г.Гостева". Более подробный и профессиональный отчёт в «Листке футболиста» указывает авторство В.Кускова — " ... после дальнего удара мяч отскочил от перекладины, попал в голову Г.Иванова, затем В.Кускова, и затем в ворота" — автор такого описания явно видел этот гол воочию.
11. ↑  «Красный спорт» отметил "восклицательным знаком" появление в составе одесситов экс-игрока сборной Ленинграда Г.Архангельского, еще 13 июня вместе с Н.Капустиным выступавшим в составе «Большевика» в весеннем первенстве Ленинграда — возвращающийся в Одессу Н.Капустин "увлёк" его с собой. Впрочем, уже в начале следующего года Г.Архангельский объявился вновь в «Красном путиловце» и в сборной Ленинграда, став основным центрфорвардом команды, в том числе и на Всесоюзной спартакиаде.
12. ↑  После матча команда Ленинграда покинула Смоленск, не дождавшись принятия решения ВСФК о дальнейшем определении победителя (повторном матче), за что ей было засчитано поражение.

### Периодика
- «Красный спорт» Москва 1927. НЭБ — rusneb.ru.
- «Спартак» Ленинград 1927. РГБ — search.rsl.ru.
- «Вестник физической культуры» Харьков 1927. Sport.pdf — vk.com.
- «Красная газета» Ленинград 1927. РНБ — primo.nlr.ru.
- Материалы периодики 1927 (в изложении). История московского и подмосковного футбола — vk.com.